# ولادیمیر پتروف (ورزشکار)
ولادیمیر پتروف (روسی: Владимир Викторович Петров؛ ۲۷ آوریل ۱۹۳۲ – ) اهل اتحاد جماهیر شوروی سوسیالیستی بود.
وی در مسابقات کشوری و بین‌المللی در مجموع برندهٔ ۱ مدال طلا، ۱ مدال نقره، ۱ مدال برنز شده‌است.